# Karl von Prittwitz

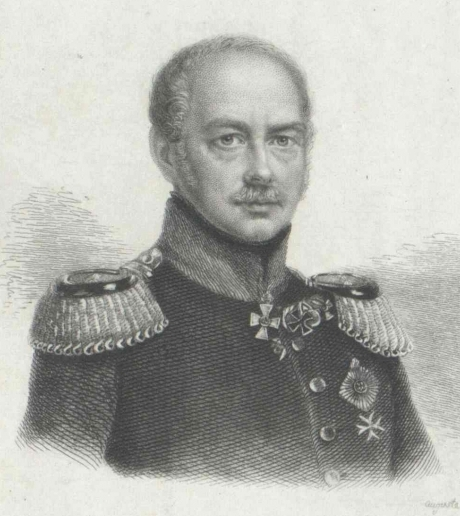
Karl von Prittwitz.

Karl Ludwig Wilhelm Ernst von Prittwitz, född den 16 oktober 1790 i Schlesien, död den 8 juni 1871 i Görlitz, var en preussisk militär. 
von Prittwitz var med i fälttågen 1812–1815, blev 1836 generalmajor och 1843 chef för gardesinfanteriet. Den 18 mars 1848 förde han befälet över trupperna i Berlin vid angreppet på barrikaderna; från upprorets undertryckande hindrades han genom Fredrik Vilhelm IV:s order först om truppernas avmarsch och sedan om Berlins utrymmande. År 1849 kommenderade han efter Wrangel tyska riksarmén i Slesvig. År 1853 tog han såsom general av infanteriet avsked ur krigstjänsten.